# Kateřina Šternberková z Lokšan
Kateřina z Lokšan (1530 – 6. května 1590) byla česká šlechtična z rodu Lokšanů z Lokšan, provdaná ze Šternberka a poté z Lobkovic.  

## Život
Narodila se jako dcera císařského rady a královského sekretáře Jiřího Lokšanského z Lokšan a jeho manželky Kateřiny Georgie rozené Adlerové z Cimburka (1516–1580).
Kateřina mladší byla tetou Filipíny Welserové z Cimburka, tajné manželky arcivévody Ferdinanda Tyrolského, tehdejšího místodržitele v Čechách (1547–1562). Její manžel Ladislav ze Šternberka byl v roce 1558 kmotrem syna své švagrové Filipíny a arcivévody Ferdinanda na zámku Březnice, který tehdy patřil Lokšanům. Tento syn byl později znám jako Ondřej Rakouský, kardinál a guvernér Nizozemska.
Kateřina z Lokšan byla údajně velmi přísná a lakomá. V roce 1590 ji v záchvatu šílenství zavraždil vlastní syn Ferdinand ze Šternberka.

### Manželství a potomstvo
Kateřina byla dvakrát provdaná. Poprvé za Ladislava ze Šternberka, pána na Zelené Hoře († 7. července 1566), z jejichž manželství se narodilo pět synů a jedna dcera:
- Albrecht († 1563)
- Jiří
- Ondřej
- Ferdinand
- Ladslav (Lacek)
- Marie

Nejstarší Albrecht zemřel ještě za života svého otce. Jiří byl komorníkem arcivévody a skutečným správcem zelenohorského panství. Kromě toho byl také poručníkem svého bratra Ondřeje, jenž trpěl duševní poruchou, podobně jako bratr Ferdinand, který v záchvatu šílenství zvaraždil svou matku. Ze všech pěti dětí pouze Ferdinand byl pokračovatelem rodu, tato linie však vyhasla již v osobě jeho dcery Evy.
Ovdovělá Kateřina z Lokšan se po jeho smrti provdala za politika Jiřího staršího Popela z Lobkovic. Jejich dcera Eva Eusebie, se v roce 1608 provdala za Jana Mikuláše z Lobkovic, syna Ladislava III. Popela z Lobkovic. 